# Chestnut Valley
Chestnut Valley è stato un quartiere di Saint Louis abitato in prevalenza  da afroamericani delimitato a nord Washington Avenue, a sud da Market Street, a est dalla Diciannovesima Strada e a ovest dalla Ventitreesima Strada.  È esistito dalla fine del XIX secolo fino al XX secolo, quando fu al servizio dei lavoratori dei piroscafi che esercitavano la loro attività sul Mississippi. Era un'area povera adiacente alla Union Station, una zona principalmente costituita da appartamenti sprovvisti di servizi igenici, affittacamere per persone di basso reddito, sale scommesse e bordelli.

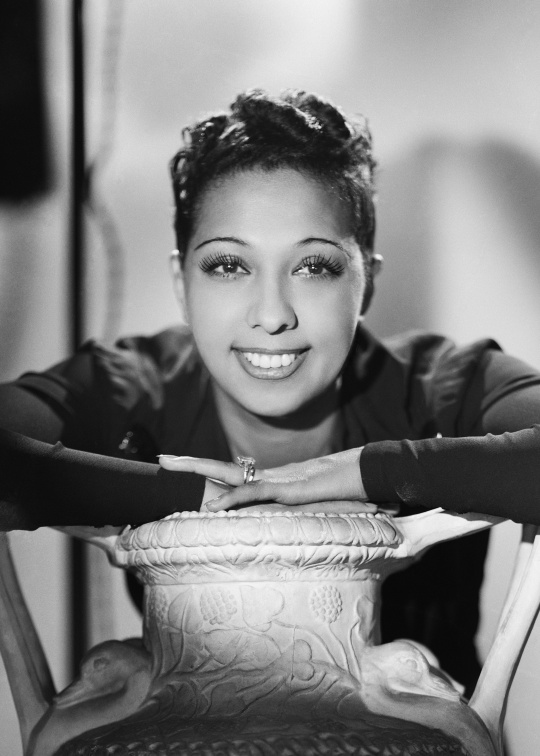
Josephine Baker

Nel Chestnut Valley si sviluppò la musica ragtime prima con il Rosbud Café di Tom Turpin dal 1900 al 1906  e più tardi con il Booker T. Washington Theatre del fratello Charles H. Turpin. A Mill Creek Valley, adiacente allo stesso quartiere, trovarono i natali Scott Joplin e Josephine Baker.

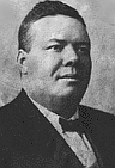
Tom Turpin

Il teatro chiuse nel 1930 e la zona comprendente sia Chestnut Valley che Mill Creek Valley, fu demolita nell'ambito del programma di riqualificazione urbana avviato dal sindaco Joseph Darst. Nel 1951, il governatore del Missouri Forrest Smith firmò la legge denominata Municipal Land Clearance for Redevelopment, che prevedeva aiuti pubblici per i programmi di riqualificazione urbana nelle città del Missouri. Una strada a scorrimento veloce sostituì il Pine Street Hotel, il Peoples Finance Building e altri edifici della zona. 